# Barnet F.C.
Barnet Football Club /ˈbɑːnɪt/  to angielski klub piłkarski z Barnet – północnej dzielnicy Londynu występujący w League Two.
Od 1907 roku klub grał na Underhill Stadium, mieszczącym się w gminie Barnet. W sezonie 2012-2013 klub przeniósł się na The Hive Stadium w Canons Park, w innej gminie miejskiej Wielkiego Londynu – Harrow.
Sezon 1992–93 jest powszechnie uważanym za najbardziej spektakularnym w historii Barnet. Klub był na skraju degradacji z powodu zaległości związanych z pensjami piłkarzy. Z powodu niewywiązania się z powyższych należności w określonym terminie, został ukarany grzywną w wysokości 50 000 funtów. Pomimo tych problemów, Barnet wywalczyło awans do Division Two, lecz nie poradziło sobie dłużej niż sezon w rozgrywkach tego szczebla i spadło do niższych rozgrywek z dorobkiem zaledwie 28 punktów w 46 spotkaniach. Barry Fry był osobą, której klub zawdzięcza tamten awans z początku lat 90.
W marcu roku 2004 klubowi Barnet F.C. udało się zająć miejsca premiowane rozgrywką barażową o promocję do League Two, lecz próba ta nie zakończyła się sukcesem. W sezonie 2004–05 zespół wygrał Football Conference, by powrócić do Football League po czteroletniej nieobecności.
Kilku z piłkarzy Barnet udało wypromować się na zawodników Premiership, byli nimi m.in.: Dougie Freedman, Marlon King, Andy Clarke, Linvoy Primus, Maik Taylor, Mark Gower i Jason Puncheon.
Również kilku innych piłkarzy postanowiło zakończyć swoją karierę grą w Barnet F.C., tacy jak: Jimmy Greaves, Mark Lawrenson, David Hillier, Alan Pardew, John Oster i Edgar Davids.
Klub jest jedną z trzech znaczących sił w corocznym Herts Senior Cup; pozostałe to Watford i Stevenage.

## Rekordy klubu
- Największa frekwencja: 11 026 v Wycombe Wanderers, FA Amateur Cup 4 runda. 1951/1952
- Największe ligowe zwycięstwo: 7:0 v Blackpool, (u siebie) Division Three, 11 listopada 2000 r.
- Największa ligowa porażka: 1:9 v Peterborough United, (u siebie) Division Three, 5 września 1998 r.
- Największe zwycięstwo na wyjeździe: 7:0 v Wycombe Wanderers 15 września 1987 r.
- Największa przegrana na wyjeździe: 7:0 v Crewe Alexandra 21 sierpnia 2010
- Najwięcej zdobytych ligowych bramek: Arthur Morris, 403, dziewięć sezonów 1927–1936
- Najwięcej ligowych występów: Les Eason, 648, 1965–74,1977–78
- Najwyższa otrzymana kwota za transfer: £800 000 od Crystal Palace za Dougiego Freedmana
- Największa wydana kwota na transfer: £130 000 dla Peterborough United za Grega Healda